# Vitaliana primuliflora
Vitaliana primuliflora es una especie de planta perteneciente a la familia de las primuláceas.

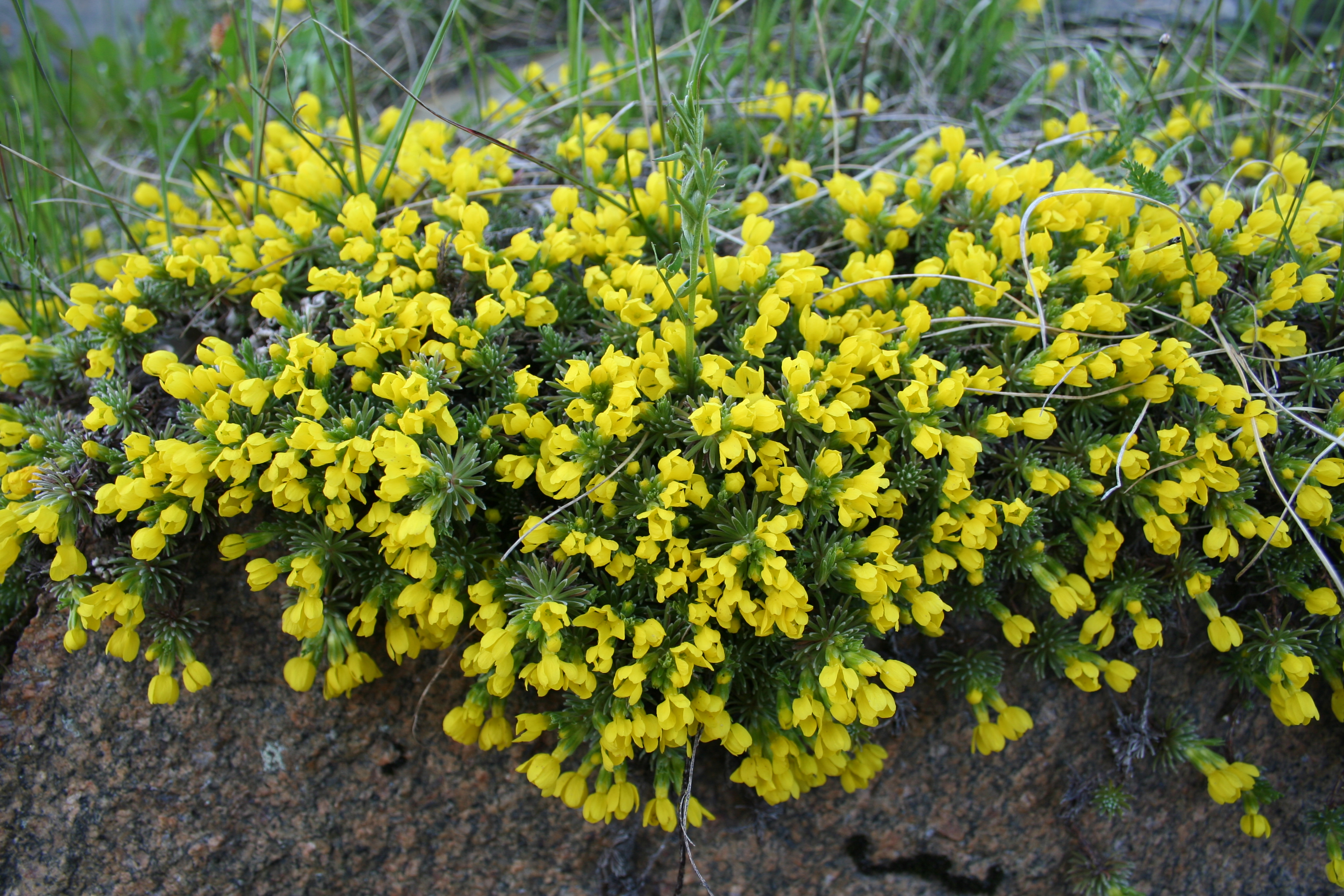
Vista de la planta en flor

## Descripción
Es originaria de los Alpes y los Pirineos:  A lo largo de su larga historia en el cultivo ha sido asignada por los académicos a varios géneros, incluyendo Androsace, Douglasia, Gregoria y Primula. El follaje de aspecto espinoso es sin duda una reminiscencia de una Douglasia, aunque las flores son con las primulas. 

## Taxonomía
Vitaliana primuliflora fue descrita por Antonio Bertoloni y publicado en Flora Italica 2: 368. 1835.
Etimología
Vitaliana: nombre genérico otorgado en honor del botánico italiano, Vonati Vitaliano (1717-1762).
primuliflora: epíteto latino que significa "con flores como Primula".
Sinonimia
- Androsace centriberica (Kress) Kress
- Androsace centriberica subsp. maragatorum Kress
- Androsace lutea Lam.
- Androsace rugosa Clairv.
- Androsace vitaliana (L.) Lapeyr.
- Androsace vitaliana subsp. sesleri (Buser ex Sünd.) Kress
- Aretia vitaliana L.
- Douglasia vitaliana (L.) Hook.f. ex B.D.Jacks.
- Gregoria lutea St.-Lag.
- Gregoria vitaliana (L.) Duby
- Macrotybus luteus Dulac
- Primula sedifolia Salisb.
- Primula vitaliana L.[5]